# 基斯基區
9°54′06″S 76°26′28″W / 9.90167°S 76.44111°W
基斯基區（西班牙語：Distrito de Quisqui），是秘魯的一個區，位於該國中部瓦努科大區的瓦努科省，始建於1956年1月26日，面積157.3平方公里，海拔高度2,500米，2005年人口5,276，人口密度每平方公里34人。